# Material rulant al Societății Feroviare de Turism
Societatea Feroviară de Turism „S.F.T. – C.F.R. SA” se ocupă cu organizarea de trasee folosind trenuri de epocă. Societatea are 6 trenuri cu ecartament normal și două trenuri de linie îngustă pe ecartament de 760 mm. În patrimoniul societății există 7 locomotive cu abur:
| Locomotive cu ecartament normal | Imagine |
| --- | ------- |
| Locomotiva cu abur 140.117 - construită în anul 1920 la Uzinele Baldwin Works Philadelphia, SUA. Țara noastră a primit cadou din partea Franței 15 locomotive din această serie pentru eforturile depuse în primul război mondial. |         |
| Locomotiva cu abur 150.025 - face parte din seria 150.000, ultima serie de locomotive cu abur fabricate în România. Locomotiva a fost construită la Uzinele Reșița, fiind destinată remorcării trenurilor de marfă.                |         |
| Locomotiva cu abur 230.224 - construită în 1921 și aflată în conservare la depoul Sibiu. |         |
| Locomotiva cu abur 230.516 - seria 230.000 era destinată remorcării trenurilor de persoane și coletărie rapidă. Acest exemplar este funcțional.                                                                                    |         |
| Locomotiva cu abur 231.065 - seria 231.000 (Pacific) era destinată tracțiunii trenurilor de lux ca Orient Express. |         |

| Locomotive cu ecartament îngust                  |
| ------------------------------------------------ |
| Locomotiva cu abur 764.052 - produsă în Polonia. |
| Locomotiva cu abur 764.053 - produsă în Polonia. |